# Дойз-Ирманс-ду-Токантинс

Дойс-Ирманс-ду-Токантинс на карте штата.

Дойс-Ирманс-ду-Токантинс (порт. Dois Irmãos do Tocantins) — муниципалитет в Бразилии, входит в штат Токантинс. Составная часть мезорегиона Западный Токантинс. Входит в экономико-статистический микрорегион Мирасема-ду-Токантинс. Население составляет  7 161 человек на 2010 год. Занимает площадь 3 757,036 км². Плотность населения — 1,906023791 чел./км².

## Демография
Согласно сведениям, собранным в ходе переписи 2010 г. Национальным институтом географии и статистики (IBGE), население муниципалитета составляет:
| Полное население                               | Полное население                               | Полное население                               | Полное население                               | 7 161 |
| ---------------------------------------------- | ---------------------------------------------- | ---------------------------------------------- | ---------------------------------------------- | ----- |
| в том числе:                                   | Городское население                            | 2 777                                          | Процент городского населения, %                | 38,78 |
|                                                | Сельское население                             | 4 384                                          | Процент сельского населения, %                 | 61,22 |
|                                                | Мужское население                              | 3 958                                          | Процент мужского населения, %                  | 55,27 |
|                                                | Женское население                              | 3 203                                          | Процент женского населения, %                  | 44,73 |
| Плотность населения, чел/км²                   | Плотность населения, чел/км²                   | Плотность населения, чел/км²                   | Плотность населения, чел/км²                   | 1,91  |
| Население муниципалитета в % к населению штата | Население муниципалитета в % к населению штата | Население муниципалитета в % к населению штата | Население муниципалитета в % к населению штата | 0,52  |

По данным оценки 2016 года население муниципалитета составляет 7 302 жителя.

## Статистика
- Валовой внутренний продукт на 2003 составляет 16.789.632,00 реалов (данные: Бразильский институт географии и статистики).
- Валовой внутренний продукт на душу населения на 2003 составляет 2.399,55 реалов (данные: Бразильский институт географии и статистики).
- Индекс развития человеческого потенциала на 2000 составляет 0,661 (данные: Программа развития ООН).

## Важнейшие населенные пункты
| № | Населённый пункт         | Населённый пункт (порт.) | Категория | Население чел. (2010) | На карте                       |
| - | ------------------------ | ------------------------ | --------- | --------------------- | ------------------------------ |
| 1 | Дойс-Ирманс-ду-Токантинс | Dois Irmãos do Tocantins | город     | 2 777                 | 9°15′20″ ю. ш. 49°03′57″ з. д. |